# Nosî, Șîșakî
Nosî (în ucraineană Носи) este un sat în comuna Voskobiinîkî din raionul Șîșakî, regiunea Poltava, Ucraina.

## Demografie
Componența lingvistică a localității Nosî
     Ucraineană (91,25%)
     Rusă (8,13%)
Conform recensământului din 2001, majoritatea populației localității Nosî era vorbitoare de ucraineană (91,25%), existând în minoritate și vorbitori de rusă (8,13%).